# Parachelifer mexicanus
Parachelifer mexicanus är en spindeldjursart som beskrevs av Beier 1932. Parachelifer mexicanus ingår i släktet Parachelifer och familjen tvåögonklokrypare. Inga underarter finns listade i Catalogue of Life.